# سيرجيو بوريس
سيرجيو بوريس (بالإسبانية: Sergio Boris)‏ هو ممثل أفلام أرجنتيني، شارك في واحد من أكثر الأفلام نجاحاً يوميات دراجة النارية.

## أفلامه
- يوميات دراجة النارية (2004)
- الشيطان (2011)

## روابط خارجية
- سيرجيو بوريس على موقع IMDb (الإنجليزية)
- سيرجيو بوريس على موقع ألو سيني (الفرنسية)
- سيرجيو بوريس على موقع أول موفي (الإنجليزية)
- سيرجيو بوريس على موقع قاعدة بيانات الفيلم (الإنجليزية)
- سيرجيو بوريس على موقع كينوبويسك (الروسية)